# Serdce
Serdce ist eine belarussische Progressive-Death-Metal-Band aus Homel, die im Jahr 1997 unter dem Namen Cor gegründet wurde.

## Geschichte
Die Ursprünge von Serdce gehen auf das Jahr 1997 zurück, als die Band Cor gegründet wurde. Im Winter desselben Jahres erschien ein erstes Demo unter dem Namen My Eyes. 1999 zog der Sänger und Gitarrist Nik Goroshko nach Minsk und reformierte dort die Band. Im Jahr 2001 nahm das zu diesem Zeitpunkt noch namenlose Bandprojekt ein Demo auf. Nachdem mit Serdce ein passender Name gefunden worden war, begab sich die Band im Jahr 2002 in das X-Noise Factory Studio in Minsk, um dort das Album Аритмия (Aritmiya) aufzunehmen, das 2003 bei Art Classic Company erschien. Im selben Jahr begannen Goroshko und der Schlagzeuger Andrew D. Dybal mit den Arbeiten zum nächsten Album, das 2004 unter dem Namen Cyberly bei MetalAgen und Soyuz Records veröffentlicht wurde. Hierüber wurde zudem Аритмия wiederveröffentlicht. Mit dem Keyboarder Oleg Kreslavskiy als neues Bandmitglied begab sich die Gruppe 2006 wieder in das X-Noise Factory Studio, um dort das Album The Alchemy of Harmony aufzunehmen, das Ende 2009 erschien. Im Oktober 2015 trat die Band auf dem ProgPower Europe auf. Im Jahr zuvor war das nächste Album Timelessness bei Blood Music erschienen.

## Stil
Laut Bonnek von progarchives.com kombiniert die Band Brutal Death Metal und Progressive Metal. Allerdings unterscheide sich Serdce durch den Einsatz von Jazz-Elementen und unvorhersehbaren Liedstrukturen von den meisten Progressive-Metal-Bands. Austin Weber von nocleansinging.com bezeichnete die Gruppe als Progressive-Death-Metal-Band. Timelessness unterscheide sich stark vom Vorgänger. Generell nähere sich die Gruppe mit jeder Veröffentlichung stärker dem klassischen Progressive Metal an. Außerdem nähere man sich stärker dem Death Metal von Cynic an. Dies werde vor allem durch die Verwendung von Fusion-Elementen und den sehr präsenten E-Bass bewirkt. Außerdem seien auch Einflüsse aus dem Jazz hörbar. Der Groove des Death-Metal-Einflusses erinnere an Meshuggah. In den Liedern sei außerdem auch oft ein Piano oder Synthesizer zu hören.

## Diskografie
als Cor
- 1997: My Eyes (Demo, Eigenveröffentlichung)

als Serdce
- 2003: Аритмия (Album, Art Classic Company)
- 2004: Cyberly (Album, MetalAgen / Soyuz Records)
- 2009: The Alchemy of Harmony (Album, Strong Music Productions)
- 2014: Timelessness (Album, Blood Music)